# Enrique Vila-Matas
Enrique Vila-Matas (Barcelona, 1948. március 31. –) spanyol író. Számos díjnyertes, műfajokat vegyítő könyv szerzője, akit a spanyol nyelv egyik legeredetibb és legjelentősebb írójaként tartanak számon.
A Finnegans-rend alapító lovagja, amely csoport minden év június 16-án Dublinban találkozik James Joyce és Ulysses című regénye tiszteletére.

## Élete
Enrique Vila-Matas 1948-ban született Barcelonában az ingatlanügynökségben dolgozó Enrique és Tayo Vila-Mata gyermekeként. Tizenkét éves korában kezdett írni, később jogot és újságírást tanult. 1968-ban a Fotogramas című filmes magazin szerkesztője lett. 1970-ben két rövidfilmet rendezett: Todos los jóvenes tristes (Minden szomorú fiatal) és Fin de verano (A nyár vége). 1971-ben Melillában teljesített katonai szolgálatot, ahol egy katonai felszereléseket árusító bolt hátsó szobájában írta első, Mujer en el espejo contemplando el paisaje című könyvét. Barcelonába visszatérve filmkritikusként dolgozott a Bocaccio és a Destino folyóiratoknál. 1974 és 1976 között Párizsban élt egy padlásszobában, amelyet Marguerite Duras írónőtől bérelt, ahol megírta második regényét, a La asesina ilustrada címűt. Harmadik és negyedik könyve, az Al sur de los párpados és a Nunca voy al cine 1980-ban és 1982-ben jelent meg. Historia abreviada de la literatura portátil című könyvének 1985-ös megjelenésével Vila-Matas kezdett elismert lenni.
Ezután megjelentek az Una casa para siempre, a Suicidios ejemplares és a Hijos sin hijos című novelláskötetei; a Recuerdos inventados a legjobb novelláinak antológiája. A következő művei regények voltak, többek között a Lejos de Veracruz, az Extraña forma de vida, az El viaje vertical, a Bartleby y compañía és a El mal de Montano. 1992-ben El viajero más lento címmel cikkek és irodalmi esszék gyűjteményét adta ki, amelyet 1995-ben az El traje de los domingos című kötettel követett. További irodalmi esszéket tartalmazó könyvei: Para acabar entendamos nada (2003, Chile), El viento ligero en Parma (2004, Mexikó; 2008-ban Spanyolországban újra kiadták), és And Pasavento ya no estaba (2008, Argentína). A París no se acaba nunca (Soha nincs vége Párizsnak, 2003) párizsi élményeiről szól. 2005-ben jelent meg a Doctor Pasavento című könyve, amely az eltűnés témájáról és „a senkinek lenni nehézségeiről” szól. Ez a könyv zárja le az írás patológiáiról szóló metairodalmi trilógiáját (Bartleby, Montano és Pasavento).
2007 szeptemberében Vila-Matas visszatért a novellákhoz, és az Anagrama kiadónál megjelentette az Exploradores del abismo című kötetét. 2008-ban jelent meg a Dietario voluble, amelyben minden eddiginél jobban választja a fikció, az esszé és az életrajz közötti határokat eltörlő formulát. A könyv irodalmi napló vagy egyfajta útikalauz, amely lehetővé teszi az olvasó számára, hogy bepillantson a mű belső szerkezetébe, és amelyben az olvasás és az élet tapasztalatai, a személyes emlékezet és az esszéista irodalmi gondolatai ötvöződnek. Ezt követte az Ella era Hemingway / No soy Auster, két rövid szöveg, amelyeket az Alfabia adott ki a Cuadernos gyűjteményben.
2010-ben a Dublinesca című, egy válságba került kiadóról szóló könyvével ismét visszatért a regényhez, azóta pedig több regényt is publikált, köztük a Kassel no invita a la lógica (2014, Kassel illogikája), a Marienbad electrique (2015) és a Mac y su contratiempo (2017, Mac és a problémája) címűt, valamint két novelláskötetet. A „metafikció remekműveként” jellemzett Mac and His Problem angol fordítása a 2020-as Nemzetközi Booker-díj hosszúlistáján szerepelt.

## Kitüntetései és díjai
Vila-Matas a francia Becsületrend lovagja, és a venezuelai Andok Egyetem díszdoktora. Elnyerte a Ciudad de Barcelona-díjat és a venezuelai Rómulo Gallegos-díjat (2001); a Meilleur Livre Etranger-díjat és a Fernando Aguirre-Libralire-díjat (2002); a Herralde-díj, a Nacional de la Crítica-díj, a Medicis-Etranger-díj, a Círculo de Críticos de Chile-díj (2003), az Internazionale Ennio Flaiano-díj (2006), a Fundación José Manuel Lara-díj (2006) és a Real Academia Española-díj (2006). 2007-ben elnyerte az Elsa Morante irodalmi díjat a Scrittori del Mondo kategóriában, amellyel minden évben egy-egy nagy külföldi írót díjaznak. 2009-ben megkapta az Internazionale Mondello díjat a Dottor Pasavento című regényéért, amelyet Feltrinelli fordított olaszra. 2011-ben megkapta a Bottari Lattes Grinzane-díjat (Olaszország), a Prix Jean Carriere-díjat (Franciaország) és a Leteo-díjat (Spanyolország) a Dublinesque című regényéért. 2012-ben megkapta az Argital-díjat Bilbao városában az Aire de Dylan-ért és a Premio Gregor von Rezzori díjat az Exploradores del abismo (Esploratori dell'abisso) olasz fordításáért. 2014-ben elnyerte a Premio Formentor de las Letras díjat. 2015-ben elnyerte a 150 000 dollár értékű FIL irodalmi díjat a román nyelvekben. 2016-ban megkapta a Katalán Nemzeti Díjat.
Alapító tagja a Finnegans-rendnek, amely nevét az írországi Dalkeyban található kocsmáról kapta, bár vannak, akik szerint James Joyce utolsó regényéről, a Finnegans Wake-ről is származik. A Finnegans-rend lovagjainak tisztelegniük kell James Joyce Ulysses című regénye előtt, és lehetőség szerint részt kell venniük a Bloomsdayen, minden év június tizenhatodikán Dublinban. Ez egy hosszú nap, amely alkonyatkor a Sandycove-i Martello-toronynál (ahol a regény kezdődik) ér véget, ahol a résztvevők részleteket olvasnak fel az Ulyssesből, majd elsétálnak a szomszédos Dalkey faluban található Finnegan's pubba. A másik négy alapító tag Eduardo Lago, Jordi Soler, Antonio Soler és Malcolm Otero Barral. Legutóbbi regénye a Montevideo. Egy metafikciós mű, amely az írásról és az egymáshoz kapcsolódó szállodai szobákról elmélkedik, mint például a Montevideóban a Cervantes hotelben, amelyről korábban Adolfo Bioy Casares és Julio Cortázar La puerta condenada című két novellájában is szó esett.
Munkáit eddig harminc nyelvre fordították le, többek között franciára, angolra, németre, olaszra, oroszra, japánra, arabra, görögre, szerbre, svédre, hollandra, magyarra, héberre, törökre, norvégra, románra, lengyelre, koreaira, katalánra, szlovénra, csehre, bolgárra, finnre, dánra, litvánra, szlovákra, mandarinra, portugálra és horvátra.
Dublinesque című regényéről Jacqueline McCarrick, a The Times Literary Supplement munkatársa azt írta: „...Vila-Matas mesterművet alkotott”.

## Bibliográfia

### Regények
- Mujer en el espejo contemplando el paisaje (Tusquets, 1973)
- La asesina ilustrada (Tusquets, 1977. Lumen, 2005)
- Al sur de los párpados (Fundamentos, 1980)
- Impostura (Anagrama, 1984)
- Historia abreviada de la literatura portátil (Anagrama, 1985)
- Recuerdos inventados. Primera antología personal (Anagrama, 1994)
- Lejos de Veracruz (Anagrama, 1995)
- Extraña forma de vida (Anagrama, 1997)
- El viaje vertical (Anagrama, 1999)
- Bartleby y compañía (Anagrama, 2000)
- El mal de Montano (Anagrama, 2002)
- París no se acaba nunca (Anagrama, 2003)
- Doctor Pasavento (Anagrama, 2005)
- Exploradores del abismo (Anagrama, 2007)
- Dietario voluble (Anagrama, 2008)
- Dublinesca (Seix Barral, 2010)
- Perder teorías (Seix Barral, 2010)
- En un lugar solitario. Narrativa 1973-1984 (Mondadori/Debolsillo, 2011)
- Aire de Dylan (Seix Barral, 2012)
- Kassel no invita a la lógica (Seix Barral, 2014)
- Marienbad electrique (Bourgois editeur, 2015)
- Mac y su contratiempo (Seix Barral, 2017)[12]

### Novellagyűjtemények
- Nunca voy al cine (Laertes, 1982)
- Una casa para siempre (Anagrama, 1988)
- Suicidios ejemplares (Anagrama, 1991)
- Hijos sin hijos (Anagrama, 1993)
- Chet Baker piensa en su arte. Relatos selectos (Mondadori/Debolsillo, 2011)
- El día señalado [short story] (Nórdica libros, 2015)
- Vampire in Love (New Directions, September 2016)

### Esszék
- El viajero más lento (Anagrama, 1992. Edición aumentada: El viajero más lento. El arte de no terminar nada, Seix Barral, 2011)
- El traje de los domingos (Huerga & Fierro, 1995)
- Para acabar con los números redondos (Pre-Textos, 1997)
- Desde la ciudad nerviosa (Alfaguara, 2000. Edición aumentada: Alfaguara, 2004)
- Extrañas notas de laboratorio (Ediciones El otro el mismo/CELARG, 2003. Edición aumentada: Ediciones El otro, el mismo, 2007)
- Aunque no entendamos nada (J. C. Sáez editor, 2003)
- El viento ligero en Parma (México, Sexto Piso, 2004. Madrid, Sexto Piso, 2008)
- Ella era Hemingway / No soy Auster (Ediciones Alfabia, 2008)
- Y Pasavento ya no estaba (Mansalva, 2008)
- Una vida absolutamente maravillosa. Ensayos selectos (Mondadori/De Bolsillo, 2011)
- Fuera de aquí. Conversaciones con André Gabastou (Galaxia Gutenberg, 2013) (Vila-Matas, pile et face, rencontre avec André Gabastou, Paris: Argol éditions, 2010)

### Magyarul megjelent
- Bartleby és társai (Bartleby y compañía) – Geopen, Budapest, 2008 · ISBN 9789639574694 · Fordította: Pávai Patak Márta
- Dublineszk (Dublinesca) – Magvető, Budapest, 2014 · ISBN 9789631431278 · Fordította: Imrei Andrea

### További olvasnivalók
- Andres-Suárez, Irene y Ana Casas (eds.) Enrique Vila-Matas, Madrid: Arco/ Libros, 2007 (Col. «Cuadernos de Narrativa»)
- Heredia, Margarita (ed.) Vila-Matas portátil. Un escritor ante la crítica, Barcelona: Candaya, 2007. [Includes a DVD: Café con Shandy (30’), a talk between Vila-Matas and Juan Villoro(wd)
- Salas, Lisbeth Infinitamente serio, Caracas: La cámara escrita, 2009.
- Pozuelo Yvancos, José María Figuraciones del yo en la narrativa. Javier Marías y E. Vila-Matas, Valladolid: Universidad de Valladolid, Junta de Castilla y León, 2010. (Cátedra Miguel Delibes)
- Ríos Baeza, Felipe A. (ed.) Enrique Vila-matas. Los espejos de la ficción, México: Ediciones Eón/Benemérita Universidad Autónoma de Puebla, 2012.
- Badia, Alain, Anne-Lise Blanc y Mar García (eds.) Geographies du vertige dans l'oeuvre d'Enrique Vila-Matas, Perpignan: Presses universitaires de Perpignan, 2013.
- Carrera, Guillermo Crítica portátil. La estructura ausente en Doctor Pasavento (una aproximación narratológica), Puebla: Benemérita Universidad Autónoma de Puebla (Instituto de Ciencias Sociales y Humanidades, 2013.

## Fordítás
- Ez a szócikk részben vagy egészben  az   Enrique Vila-Matas című angol Wikipédia-szócikk fordításán alapul.  Az eredeti cikk szerkesztőit annak laptörténete sorolja fel. Ez a jelzés csupán a megfogalmazás eredetét és a szerzői jogokat jelzi, nem szolgál a cikkben szereplő információk forrásmegjelöléseként.